# Экспериментальная эстетика
Эксперимента́льная эсте́тика (англ. experimental aesthetics) — это область психологии и эстетики, основанная Густавом Теодором Фехнером в 19 веке. Фехнер определяет эстетику как восприятие, которое эмпирически понятно через характеристики субъекта, испытывающего опыт восприятия, и характеристики воспринимаемого объекта. Экспериментальная эстетика считается второй старейшей областью исследований в психологии после психофизики.
В своей работе 1876 года «Введение в эстетику» («Vorschule der Aesthetik») Фехнер детально описывает собственный эмпирический подход к пониманию и изучению эстетического опыта. Согласно Фехнеру, экспериментальная эстетика характеризуется предметно-индуктивным подходом, который предполагает наличие эстетического стимула и эстетической реакции. Стимул имеет первостепенную роль, так как именно он вызывает ощущение и реакцию. Таким образом, исследование феномена эстетического переживания оказывается тесно взаимосвязано с исследованием восприятия вообще. Кроме того, понимаемый таким образом эстетический опыт может быть применим не только к сфере искусства, но фактически к любым феноменам повседневности.
В настоящее время психологи и нейробиологи определяют проблемное поле эстетики более узко, считая его процессом восприятия, создания и оценки любых объектов, вызывающих сильное эмоциональное переживание Это специализированная область эмпирической эстетики, которая отличается использованием экспериментов для проверки теоретических положений.
Экспериментальная эстетика ориентирована в первую очередь на естественные науки и их методологию. Современные подходы в основном приходят из области когнитивной психологии или нейробиологии (нейроэстетика).

## Методология
Анализ индивидуального субъективного опыта и поведения, основанный на экспериментальных методах, является центральной частью экспериментальной эстетики. В частности, изучается восприятие произведений искусства, музыки или современных предметов, таких как веб-сайты или другие продукты ИТ. Полученные данные могут быть анализируется на следующих трёх уровнях:
1. Физиологический уровень
2. Феноменологический уровень (опыт)
3. Поведенческий уровень

В этом случае существуют сложности в присвоении какого-либо эстетического значения самому объекту. Однако, можно измерить и подсчитать, какой процент людей классифицирует объект как красивый или сколько человек отдают предпочтение именно тому или иному объекту.
В зависимости от подхода в экспериментальной эстетике используется ряд различных методов, таких как парные сравнения, методы ранжирования, шкала Лайкерта и семантические дифференциалы, статистические сравнения групп, измерения времени реакции, а также более сложные методы — изучение движения глаз, электроэнцефалография и функциональная магнитно-резонансная томография.